# Bosiljevo
Bosiljevo (in tedesco Wasseil) è un comune della Croazia di 1 486 abitanti della regione di Karlovac.